# (2307) Garuda
(2307) Garuda ist ein Asteroid des äußeren Hauptgürtels, der am 18. April 1957 am argentinischen Observatorio Astronómico de La Plata (IAU-Code 839) entdeckt wurde.
Der mittlere Durchmesser des Asteroiden wurde mit 40,139 km (± 1,22) bestimmt. Er hat mit einer Albedo von 0,048 (± 0,016) eine recht dunkle Oberfläche, fast so dunkel wie diejenige des dunkelsten bekannten Himmelskörpers im Sonnensystem 19P/Borrelly, der ein kurzperiodischer Komet ist. Nach der SMASS-Klassifikation (Small Main-Belt Asteroid Spectroscopic Survey) wurde bei einer spektroskopischen Untersuchung von Gianluca Masi, Sergio Foglia und Richard P. Binzel, bei der Asteroiden nach den Spektralklassen C, S und V unterteilt wurden, (2307) Garuda den dunklen C-Asteroiden zugeteilt.
Die Lichtkurve des Asteroiden wurde am 16. bis 19., 21. und 24. März 2010 mit dem 50-cm-Ritchey-Chrétien-Teleskop des Oakley Southern Sky Observatorys in Coonabarabran, New South Wales untersucht. Die Rotationsperiode von (2307) Garuda konnte jedoch nicht mit ausreichender Genauigkeit bestimmt werden.
(2307) Garuda wurde am 6. Februar 1993 auf Vorschlag des US-amerikanischen Astronomen Frederick Pilcher nach Garuda benannt. Garuda ist in der indischen Mythologie ein schlangentötendes halb mensch-, halb adlergestaltiges Reittier (Vahana) des Vishnu. Garuda ist Sohn des Kashyapa und der Vinata. Nach Vishnu wurde 2011 der Apollo-Asteroid (4034) Vishnu benannt, nach Vinata ebenfalls am 6. Februar 1993 der Asteroid des äußeren Hauptgürtels (2347) Vinata.